# Athaumasta ochracea
Athaumasta ochracea là một loài bướm đêm trong họ Noctuidae.